# Anaa (comuna)
Anaa é uma comuna da Polinésia Francesa, no arquipélago de Tuamotu. Estende-se por uma área de 55,95 km², com 827 habitantes, segundo os censos de 2007, com uma densidade de 15 hab/km².